# Cochylini
Los coquilinos (Cochylini) son una tribu de lepidópteros ditrisios de la familia Tortricidae.  Tiene los siguientes géneros.

## Géneros
- Acarolella - Actihema - Aethes - Aethesoides - Agapeta - Amallectis - Aphalonia - Aprepodoxa - Banhadoa - Belemgena - Caraccochylis - Carolella - Cartagogena - Ceratoxanthis - Chloanohieris - Cochylidia - Cochylidichnium - Cochylimorpha - Cochylis - Combosclera - Commophila - Coristaca - Cryptocochylis - Deltophalonia - Diceratura - Dinophalia - Ecnomiomorpha- Empedcochylis - Enallcochylis - Eugnosta - Eupoecilia - Falseuncaria - Fulvoclysia - Geitocochylis - Gryposcleroma - Gynnidomorpha - Henricus - Hypostromatia - Hysterophora - Juxtolena - Lasiothyris - Lincicochylis - Lorita - Macasinia - Maricaona - Marylinka - Mielkeana - Mimcochylis - Mimeugnosta - Monoceratuncus - Mourecochylis - Oligobalia - Parirazona - Perlorita - Phalonidia - Phaniola - Phtheochroa - Phtheochroides - Planaltinella - Platphalonidia - Prochlidonia - Prohysterophora - Revertuncaria - Rigidsociaria - Rolandylis - Rudenia - Saphenista - Spinipogon - Tambomachaya - Tenoa - Thyraylia - Thysanphalonia - Trachybyrsis - Velhoania - Vermilphalonia.[1]